# 22 Pułk Artylerii Lekkiej (II RP)
22 pułk artylerii lekkiej (22 pal) – oddział artylerii lekkiej Armii Polskiej we Francji i Wojska Polskiego II RP.
Pułk sformowany został w 1919 w składzie 2 Dywizji Strzelców Błękitnej Armii gen. Władysława Hallera. Po przybyciu do Polski wziął udział w zajmowaniu Pomorza. Uczestniczył również w wojnie polsko-ukraińskiej i polsko-bolszewickiej. W kampanii wrześniowej walczył w składzie macierzystej 22 Dywizji Piechoty Górskiej w pasie obrony Armii „Kraków”.

## Formowanie pułku
Wiosną 1919 w okolicach francuskiego miasta Martigny-les-Bains został sformowany 2 pułk artylerii polowej. Pułk formował się w oparciu o francuski 38 pułk artylerii polowej należący do 2 Dywizji Marokańskiej (fr. 2e division marocaine). Zalążek pułku stanowili: ppor. Witold Krzyżanowski, ppor. Edward Błaszczyk, ppor. Karol Grunwald oraz około 90 szeregowych, jeńców z byłych armii zaborczych. Pułk należał organizacyjnie do 2 Dywizji Strzelców, która wchodziła w skład I Korpusu Armii Polskiej we Francji.
W maju 1919 pułk przybył do Polski. 1 września został przeformowany w 11 pułk kresowy artylerii polowej, a 2 Dywizja Strzelców przemianowana na 11 Dywizję Piechoty. W skład puku został włączony I dywizjon 3 pułku artylerii polowej i przemianowany na IV dywizjon.
1 kwietnia 1919  pułk posiadał już organizację 3–dywizjonową. Każdy z dywizjonów posiadał trzy baterie oraz trzy kolumny zaopatrzenia. Baterie były wyposażone we francuskie 75 mm działa wz. 1897 oraz po 6 jaszczy amunicyjnych. Na czele pułku stał oficer francuski polskiego pochodzenia ppłk Kołyszko, dowódcami dywizjonów byli oficerowie francuscy, a bateriami dowodzili oficerowie polscy. 26 kwietnia pułk przemaszerował do Sutiaville w pobliżu Vittel, skąd następnego dnia dziewięcioma transportami kolejowymi odjechał do Polski, aby 1 maja przyjechać do Leszna. Stąd poszczególne dywizjony rozsyłane były do miejsc przeznaczenia. I dywizjon trafił do Zamościa, II dywizjon do Hrubieszowa, a III dywizjon do Werbkowic.
| Obsada personalna pułku w latach 1919–1920 | Obsada personalna pułku w latach 1919–1920 | Obsada personalna pułku w latach 1919–1920 |
| Stanowisko                                 | Stopień imię i nazwisko                    | czasokres                                  |
| ------------------------------------------ | ------------------------------------------ | ------------------------------------------ |
| dowódca pułku                              | ppłk Kołyszko                              |                                            |
| dowódca pułku                              | płk Majewski                               |                                            |
| dowódca pułku                              | płk Jan Suzin                              |                                            |
| dowódca I dywizjonu                        | mjr Władysław Wielowieyski                 | był V 1920                                 |
| dowódca 1 baterii                          | kpt. Władysław Wielowieyski                | był V 1919                                 |
| dowódca 1 baterii                          | por. Leon Przybytko                        | był I 1920                                 |
| dowódca 1 baterii                          | por. Marcin Przybycień                     | był V 1920                                 |
| dowódca 2 baterii                          | kpt. Filipkowski                           | był V 1919                                 |
|                                            | por Jerzy Kubecki                          | był VIII 1920                              |
| dowódca 3 baterii                          | por. Leon Przybytko                        | był V 1920                                 |
| dowódca 3 baterii                          | por. Karol Grunwald ?                      | był VII 1920                               |
| dowódca 3 baterii                          | por. Leon Przybytko                        | był VIII 1920                              |
| dowódca II dywizjonu                       | ppłk Szczuka                               | był V 1920                                 |
| dowódca II dywizjonu                       | mjr Adam Zaręba                            | był VIII 1920                              |
| dowódca 4 baterii                          | por. Edward Błaszczyk                      | był V 1919                                 |
| dowódca 4 baterii                          | kpt. Władysław Bilczyński                  | był V 1920                                 |
| dowódca 5 baterii                          | kpt. Jerzy Łunkiwicz                       | był V 1919                                 |
| dowódca 5 baterii                          | kpt. Władysław Padowicz                    | był VII 1920                               |
| dowódca 6 baterii                          | kpt. Teodor Chmielowski                    | był V 1919                                 |
| dowódca 6 baterii                          | kpt. Borys Kondracki                       | był I 1920                                 |
| dowódca III dywizjonu                      | mjr Teodor Chmielowski                     | †21 VIII 1920                              |
| dowódca 7 baterii                          | por. Józef Rymut                           | był VIII 1920                              |
| dowódca 8 baterii                          | por. Wawrzyniec Wańtuch                    | był I 1920                                 |
| dowódca 9 baterii                          | por. Franciszek Więckowski                 | był V i VIII 1920                          |

## Pułk w walce o granice

### Na froncie wojny polsko-ukraińskiej
Po przybyciu do Polski oddziały Błękitnej Armii skierowane zostały do walki z Ukraińcami. Poszczególne dywizjony 2 pułku artylerii polowej, a nawet jego samodzielne baterie, wysyłane były na różne odcinki frontu przeciwukraińskiego. 12 maja 1/2 pap kpt. Władysława Wielowieyskiego, przydzielona została do III/ 6 pułku strzelców i wspierała go w walkach o Woronów i Techłów. 15 maja bateria weszła w skład zgrupowania brygadiera Henryka Minkiewicza i walczyła w szeregach 21 pułku piechoty. Wspierała II/21 pp w walkach pod Nowosiółkami. Ogniem zaporowym zatrzymała natarcie Ukraińców, umożliwiając piechocie wykonanie skutecznego kontrataku. 2/2 pap kpt. Filipkowskiego 14 maja walczyła o Dobrosin, a 21 maja o stację kolejową Milatyn. W tych dniach 3/2 pap wspierała ogniem I/6 pułku strzelców w okolicach Budzymina i Chodorowa. Następnie wspierała piechotę przy forsowaniu Ługu pod Dobrowianami. II/2 pap wspierały ogniem 5 pułk strzelców. 4 bateria por. Edwarda Błaszczyka i 5. kpt. Jerzego Łunkiewicza w szeregach II/5 ps walczyły w okolicach Opolska, a następnie brały udział w pościgu. 6 bateria kpt. Teodora Chmielowskiego wspierała natarcie I/5 ps pod Uhrynowem i rozbiła pod Sokalem baterię ukraińską. III dywizjon walczył pod Bełżcem, ostrzeliwując wsie Ceblów, Żużel i Ostrów.

### Front przeciwniemiecki i zajęcie Pomorza
W związku z napiętą sytuacją na pograniczu polsko-niemieckim, w dniach od 24 do 28 maja 2 pap ze Lwowa przetransportowany został do Zagłębia Dąbrowskiego i rozmieszczony w Będzinie, Dąbrowie Górniczej, kopalni „Flora” i Trzebini. Po podpisaniu przez Niemcy traktatu wersalskiego, pododdziały pułku przystąpiły do intensywnego szkolenia. W pierwszych dniach sierpnia pułk opuścili wszyscy oficerowie francuscy pełniący funkcje doradców technicznych i instruktorów. Pozostał tylko dowódca pułku ppłk Kołyszko. 1 września 1919, dekret Naczelnika Państwa wszystkie formacje zorganizowane poza krajem przekazał pod rozkazy Naczelnego Wodza, a 2 pułk artylerii polowej przemianowany został na 11 Kresowy pułk artylerii polowej. Jego ośrodkiem zapasowym stał się OZ w Stanisławowie.
Organizacyjnie pułk składał się z czterech dywizjonów i trzech kolumn zaopatrzenia. Po zwolnieniu ochotników z Ameryki jego stan uległ znacznemu uszczupleniu, a 9 listopada rozwiązane zostały kolumny zaopatrzenia oraz baterie: 2., 5. i 7. Zbędny sprzęt przekazano do ośrodka zapasowego. 17 stycznia 1920 pułk opuścił Zagłębie Dąbrowskie i transportami kolejowymi przez Łowicz, Aleksandrów, Toruń dotarł do Jabłonowa, Mełna i Grudziądza. W wyniku kolejnej reorganizacji w każdym dywizjonie wystawiono po jednej baterii zdolnej do natychmiastowych działań, a pozostałe baterie pozostawiono w niepełnym stanie organizacyjnym. Bateriami marszowymi stały się: 1 bateria por. Leona Przybytko, 6 bateria kpt. Borysa Kondrackiego i 8 bateria por. Wawrzyńca Wańtucha. Baterie marszowe wzięły udział w zajmowaniu Pomorza, towarzysząc oddziałom 47. i 48 pułku piechoty. 10 lutego 1920 w Pucku delegacja pułku ze sztandarem wzięła udział w uroczystości zaślubin Polski z morzem. 20 marca 1920 stacjonujący w forcie Courbiere w Grudziądzu 11 pap wzmocniony został jednym dywizjonem 3 pułku artylerii polowej. Jego baterie zostały przemianowane na 2., 5. i 7 baterię 11 pap. W kwietniu pułk odbywał w Toruniu ostre strzelania oraz prowadził ćwiczenia zgrywające. Aby uzupełnić braki w ludziach, koniach i materiale wojennym, ponownie rozwiązano baterie: 2., 5. i 7., a nadwyżki sprzętu odesłano do ośrodka zapasowego w Stanisławowie.

### Walki z bolszewikami
Działania III dywizjonu
18 kwietnia 1920 na front wojny polsko-bolszewickiej wyjechał III dywizjon mjr. Teodora Chmielowskiego w składzie: 6 bateria por. Edwarda Błaszczyka i 8 bateria ppor. Józefa Witowskiego. W Jelsku został włączony do grupy płk. Józefa Rybaka i przydzielony do 41 Suwalskiego pułku piechoty. 25 kwietnia, w ramach ogólnej ofensywy wojsk polskich na Ukrainie, ruszył do natarcia. Bateria 6 została przydzielona do zgrupowania mjr. Mieczysława Mackiewicza, a bateria 8 pozostała w odwodzie grupy płk. Rybaka. Zgrupowanie mjr. Mackiewicza, w składzie: 41 suwalski pp, 6 bateria 11 Kresowego pap i 2 bateria 1 pułku artylerii górskiej, po krótkiej walce, zdobyło Owrucz i rozpoczęło pościg za odchodzącym nieprzyjacielem. 28 kwietnia zajęto Malin, następnie brzeg Irszy, by 8 maja osiągnąć Dniepr. 11 maja zgrupowanie mjr. Mackiewicza zajęło stanowiska pod Browarami i tu przez szereg dni toczyło uporczywe walki z nieprzyjacielem.
W związku z przedarciem się na tyły wojsk polskich 1 Armii Konnej Siemiona Budionnego, nakazany został odwrót polskiej 3 Armii spod Kijowa. 9 czerwca III/11 pap opuścił Darnicę i maszerował do Kureniówki, by następnego dnia zluzować baterie 1 pap Legionów pod Dziemidowiczami. W kolejnych dniach kontynuowano odwrót, w trakcie którego 6 bateria wspierała 2 pułk strzelców podhalańskich w walkach pod Nową Budą. Pod Michałkami kolumna artylerii została zaatakowana przez kawalerię sowiecką. Kontratak II/41 pp powstrzymał nieprzyjacielskie uderzenie. 22 czerwca 6 bateria walczyła skutecznie pod Skorodnem. Od 30 czerwca do 20 lipca cofano się przez Bujnowicze, Turów, Dawidgródek do Pińska, a następnie przez Antopol i Kobryń do Brześcia. W czasie odwrotu dywizjon wspierał ogniem ariergardy 63 i 64 pułku piechoty. Z początkiem sierpnia walczono o przeprawy na Bugu. 4 sierpnia Sowieci ponownie sforsowali Bug, a kompania marszowa 15 pułku piechoty opuściła stanowiska, pozostawiając artylerię bez osłony. Ogień na wprost dywizjonowych dział oraz osłona własnych obsług karabinów maszynowych pozwoliły jednak wyprowadzić cały sprzęt artyleryjski, ze stratami własnymi 2 rannych.
6 sierpnia rozpoczęły się przygotowania do operacji warszawskiej. III dywizjon przerzucony został nad Wieprz i 11 sierpnia zajął stanowiska ogniowe na wschód od Firleja, w ugrupowaniu bojowym Dywizji Górskiej. 16 sierpnia ruszyła kontrofensywa znad Wieprza. DG, wspierana ogniem III dywizjonu, zajęła Kock, a następnie nacierała na północ, opanowując w nocy z 17 na 18 sierpnia Siedlce. Przy forsowaniu Bugu pod Grannem śmiertelnie ranny został dowódca dywizjonu mjr Teodor Chmielowski. Dywizjon walczył dalej wspierając piechotę pod  Kuźnicą, Sokółką, Odelskiem i podczas forsowania Niemna pod Komarowem. Rozkazem z 25 października 1920 dywizjon powrócił do macierzystego pułku.
Walki I dywizjonu
3 maja z Grudziądza na front poleski wyjechał I dywizjon mjr. Władysława Wielowieyskiego w składzie: 1 bateria por. Marcina Przybycienia i 4 bateria kpt. Władysława Bilczyńskiego. W Kalenkowiczach 1 bateria została skierowana w kierunku na Rzeczycę i wzięła udział w zajmowaniu przedmościa, wspierając ogniem 34 pułk piechoty. Po likwidacji przedmościa obydwie baterie ostrzeliwały nieprzyjacielskie statki pojawiające się na Dnieprze. 17 czerwca ogień dywizjonowy powstrzymał forsujące Dniepr pod Hłybowem oddziały sowieckie. W rozkazie operacyjnym z 19 maja, dowódca 9 Dywizji Piechoty płk Władysław Sikorski z dużym uznaniem wyrażał się o sprawnym działaniu I dywizjonu, zaś w komunikacie wywiadowczym nr 121 podkreślono brawurową działalność 1 baterii por. Konstantego Zaleskiego w walce przeciwko nieprzyjacielskim pociągom pancernym.
W związku z ogólną sytuacją na froncie, 19 czerwca Grupa Poleska rozpoczęła odwrót w kierunku na zachód na Szlewań, Borowik, Kopatkowicze do Ptyczy. W walce pod Pohostem nad Słuczą otoczona została jedna z baterii. Dzięki błyskawicznej reakcji, kanonierzy otworzyli ogień na wprost do nacierającego nieprzyjaciela i, wykorzystując powstałe zamieszanie, wydostali się z okrążenia. Dalszy odwrót I dywizjonu odbywał się marszrutą przez Drohiczyn, Dziatkowicze, Kobryń na linię Bugu. 2 sierpnia pod Cieleśnicą 1 bateria został zaatakowana przez piechotę nieprzyjacielską i straciła w boju 2 działa. Celem odbicia dział por. Leon Bukojemski zebrał 14 kanonierów i uderzył na nieprzyjaciela. Akcja nie uzyskała jednak powodzenia. 3 sierpnia dywizjon został przydzielony do 63 pułku piechoty i wspierał go w czasie kontrataku nad Krzną. Nieprzyjaciela wyparto za Bug i piechota zajęła utracony odcinek rzeki, artyleria zaś obsadziła stanowiska w okolicach Mokran. 5 sierpnia dywizjon przeszedł za Wieprz w ugrupowanie 16 Dywizji Piechoty. W okresie kontrofensywy jego zadaniem było wsparcie ogniowe pododdziałów 65. i 66 pułku piechoty nacierających na kierunku Latowicz, Mrozy i Kałuszyn. 20 sierpnia baterie dotarły do Kosowa i dalej nacierały w kierunku na Nur, obezwładniając nieprzyjaciela na prawym brzegu Bugu. Po jego sforsowaniu dywizjon uczestniczył w pościgu, a 22 sierpnia bateria por. Konstantego Zaleskiego ostrzelała uchodzącego nieprzyjaciela, zadając mu znaczne straty. 24 sierpnia dywizjon przybył do Łomży, skąd wkrótce został skierowany do Brześcia. Tam połączył się z II dywizjonem i w szeregach z 11 Dywizji Piechoty wziął udział w działaniach na Słuck. Dywizjony współdziałały z piechotą w zdobywaniu Włodawy, Czerska, Berezy Kartuskiej, Dziatkowicz, Nowogródka, w forsowaniu Szczary i Muchawca, a na koniec w zajęciu Słucka.
II dywizjon
II dywizjon 11 Kresowego pap  ppłk. Szczuki w składzie: 3 bateria por. Leona Przybytko i 9 bateria por. Franciszka Więckowskiego wyjechał z Grudziądza na front sowiecki 25 maja i wszedł w skład 11 Dywizji Piechoty. 1 czerwca w Antonisbergu dołączyła do niego 4/12 pułku artylerii ciężkiej i została przemianowana na 2/11 pap. W nocy z 1 na 2 czerwca Armia Rezerwowa gen. Kazimierza Sosnkowskiego rozpoczęła ofensywę. Zaskoczony nieprzyjaciel wycofał się, a skuteczny opór stawił dopiero na linii okopów rosyjskich z okresu I wojny światowej. 6 czerwca walczono pod Kowalami. Z powodu niewłaściwie dobranych punktów obserwacyjnych wsparcie ogniowe nie spełniało swojej funkcji. Dopiero około 17.30 celny ogień II dywizjonu umożliwił piechocie opanowanie nieprzyjacielskich pozycji. Następnie dywizjon wspierał ogniem piechotę nad Szoszą i tym przyczynił się do wyparcia nieprzyjaciela na wschodni brzeg rzeki. Po zakończeniu ofensywy 11 DP zajęła odcinek od Lipowa wzdłuż  Szoszy do jeziora Dołgoje. Tu przybył dowódca 11 pap płk Mikołaj Majewski i objął dowództwo artylerii dywizji. 4 lipca ruszyła wielka ofensywa wojsk gen. Michaiła Tuchaczewskiego. W czasie walk jeden z działonów 9 baterii został rozbity. Mimo twardej obrony, 11 DP zmuszona została do odwrotu, a 5 lipca rozpoczął się odwrót całej polskiej 4 Armii. II/11 pap odchodził  przez Jasewicze, Dziaduszki, Iwanowszczyznę, Słobodę do rejonu Chiłowszczyzny i Grybowszczyzny. W wyniku niekorzystnej sytuacji taktycznej, 23 lipca pod Nowosiółkami baterie II dywizjonu, stojące na stanowiskach pod Dobrowlanami, pozostały bez osłony piechoty. Dowódca 3 baterii zarządził odwrót w kierunku Żylicz. W czasie marszu bateria została otoczona i Sowieci wzięli do niewoli por. Karola Grunwalda oraz dwa działony. Dowódca pułku, płk Majewski, nakazał 2 baterii oraz pozostałym obsługom i oficerom wykonać kontratak celem odbicia dział. To nietypowe działanie przyniosło sukces i działa wróciły do polskich artylerzystów. 26 lipca wyróżnił się działon 2 baterii ppor. Stanisława Łabęckiego, który walczył w straży tylnej, opóźniając skutecznie wszelkie działania przeciwnika.
W kolejnych dniach dywizjon kontynuował działania odwrotowe po linii: Wyszki, Wysokie Mazowieckie, Ostrów Łomżyński. W tym czasie dotychczasowy dowódca płk Mikołaj Majewski objął stanowisko dowódcy 13 Brygady Artylerii, a nowym dowódcą pułku został płk Jan Suzin. II dywizjon pod dowództwem mjr. Adama Zaręby w składzie: 2 bateria por. Jerzego Kubeckiego, 3 bateria por. Leona Przybytko, 7 bateria por. Józefa Rymuta (przybyła z ośrodka zapasowego w Stanisławowie) i 9 bateria por. Franciszka Więckowskiego walczył  pod Radzyminem, a jego baterie znajdowały się na linii Ostrów, Grabież, Wołomin i z tych stanowisk wspierały 46. i 47 pułk piechoty.
Po sukcesie wojsk polskich i udanym kontruderzeniu znad Wieprza, II/ 11 pap został skierowany do Nasielska i dalej do Brześcia. Tu połączył się z I dywizjonem i po uzupełnieniu sił i środków  wspierał nadal pułki 11 Dywizji Piechoty i wziął udział w działaniach na Słuck. We wrześniu pułk dysponował 75 mm armatami francuskimi.
Samodzielne baterie
W ośrodku zapasowym 11 Kresowego pap w Stanisławowie zostały zorganizowane dwie baterie. 7 bateria por. Józefa Rymuta na początku sierpnia odeszła do II dywizjonu i walczyła razem z nim pod Radzyminem. 5. bateria pod dowództwem kpt. Władysława Padowicza 4 lipca wyruszyła na front pod Brodami i tam wspierała oddziały 18 Dywizji Piechoty w walkach z kawalerią Budionnego. 1 sierpnia bateria przeszła w podporządkowanie dowódcy 13 Dywizji Piechoty i wzięła udział w wypadzie na Czyżki. 13 sierpnia bateria wycofana została na kierunek lwowski i z otwartych stanowisk pod Winnikami wspierała walczącą piechotę. Następnie walczyła z sowiecką kawalerią pod Sichowem. 26 sierpnia bateria wspierała 19 pułk piechoty przy zdobywaniu Działdowa. W czasie walki uległy zniszczeniu tabory baterii. Również część stojących na stanowiskach ogniowych dział wpadła w ręce wroga. Nocny wypad, prowadzony przez por. Juliana Konarzewskiego i pchor. Stefana Zaleskiego, przyniósł oczekiwane rezultaty i działa zostały odzyskane. Baterię odesłano do Lwowa celem reorganizacji. Po uzupełnieniu braków w ludziach, koniach i sprzęcie, 5 grudnia bateria odeszła do macierzystego pułku do Baranowicz. W walkach toczonych w lipcu i sierpniu bateria ta poniosła najdotkliwsze straty w całym pułku.

### Bilans walk
W walkach od 1919 do 1920 straty pułku wyniosły 7 zabitych oraz około 80 rannych. Orderem Wojskowym Virtuti Militari 5 klasy odznaczonych zostało 6 oficerów i 1 podoficer. Krzyże Walecznych otrzymało: 16 oficerów, 1 chorąży, 1 ogniomistrz, 6 plutonowych, 10 kaprali, 6 bombardierów i 34 kanonierów. Ponadto 6 oficerów otrzymało ordery francuskie De la Victoire.
| Żołnierze pułku odznaczeni Krzyżem Srebrnym Orderu Wojskowego Virtuti Militari | Żołnierze pułku odznaczeni Krzyżem Srebrnym Orderu Wojskowego Virtuti Militari | Żołnierze pułku odznaczeni Krzyżem Srebrnym Orderu Wojskowego Virtuti Militari |
| ------------------------------------------------------------------------------ | ------------------------------------------------------------------------------ | ------------------------------------------------------------------------------ |
| kpt. Leon Bukojemski                                                           | por. Józef Górski                                                              | kpt. Bohdan Jakubowski                                                         |
| ppor. Norbert Magzamen                                                         | ogn. Józef Ocytko                                                              | kpt. Michał Sikorski                                                           |
| mjr Adam Zaręba                                                                |                                                                                |                                                                                |

## Pułk w okresie pokoju

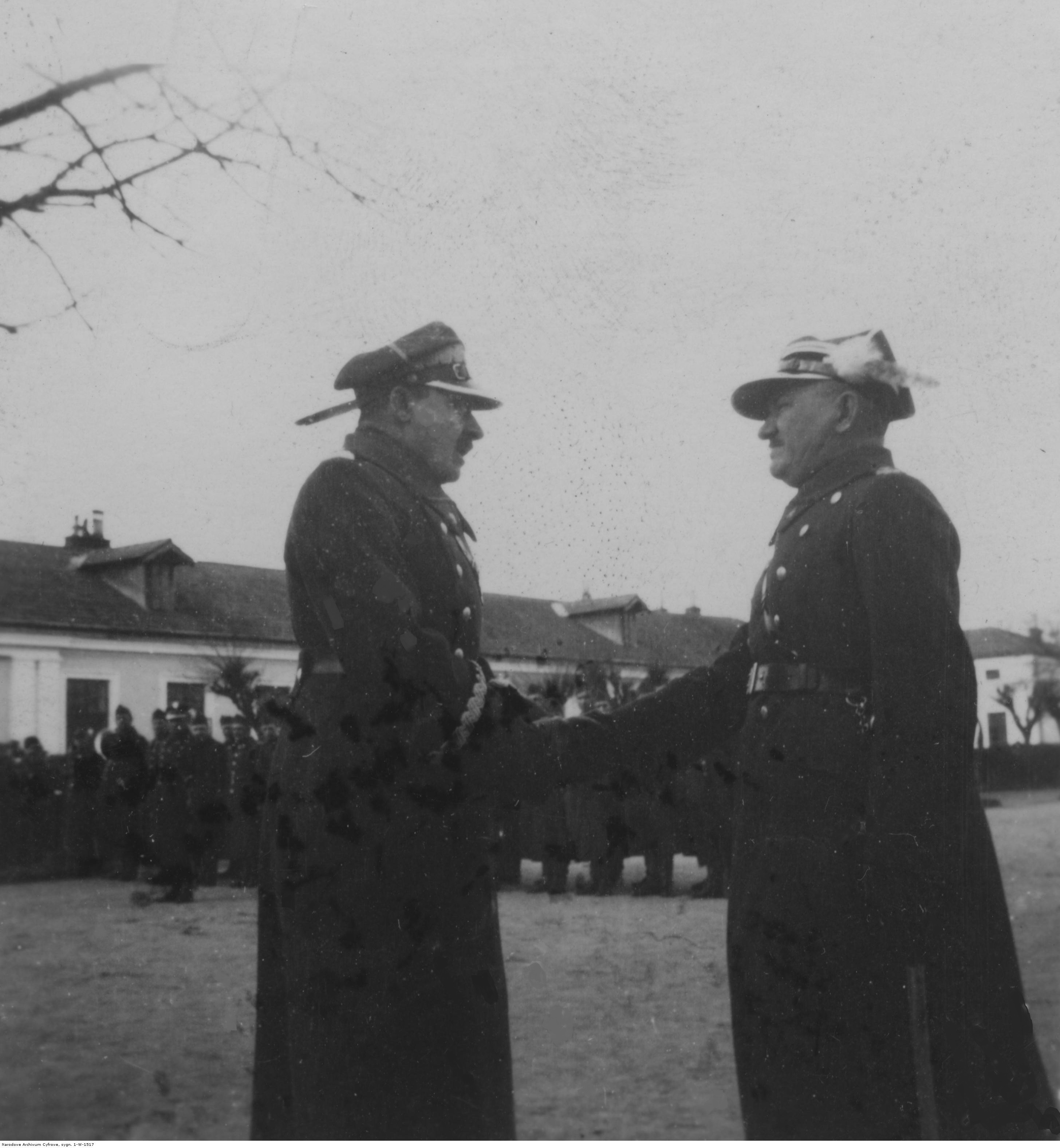
Gen. bryg. Stanisław Wieroński żegna przechodzącego w stan spoczynku d-cę 22 pal w Przemyślu płk. Romana Wolla.

Po podpisaniu rozejmu z sowiecką Rosją utworzona została linia demarkacyjna. 16 listopada 1920 11 pułk artylerii polowej przeszedł w podporzadkowanie 11 Brygady Artylerii i przesunięty został na wschód. W okresie od grudnia 1920 do 27 czerwca 1921 pułk w pełnym składzie stacjonował w rejonie Baranowicz. W marcu 1929  został podporządkowany, pod względem wyszkolenia, dowódcy 10 Grupy Artylerii. 31 grudnia 1931, na podstawie rozkazu B. Og. Org. 1120 – 18 Org. Ministra Spraw Wojskowych marszałka Polski Józefa Piłsudskiego, 22 pap został przemianowany na 22 pułk artylerii lekkiej.

### Zakwaterowanie
W marcu 1921 podpisany został  traktat pokojowy między Rzecząpospolitą Polską a RFSRR i USRR. Pod koniec czerwca 11 pap przybył do Stanisławowa i tam został przemianowany na 22 pułk artylerii polowej. Następnie pułk przetransportowano do Przemyśla. Tam III dywizjon został przemianowany na I dywizjon 24 pułku artylerii polowej i odesłany do Jarosławia. Następnie pułk został przeniesiony do Rzeszowa i Gródka Jagiellońskiego. We wrześniu pułk powrócił do Przemyśla i zajął koszary w Bakończycach. Budynki koszarowe były parterowe, murowane, rozrzucone na znacznej przestrzeni. Centrum koszar stanowił plac manewrowy, tzw. Hrypki. 1 października 1933 na Rynku w Przemyślu odbyła się uroczystość oficjalnego powitania pułku, w której wziął udział dowódca garnizonu gen. bryg. Stanisław Wieroński i prezydent miasta Roman Krogulecki. Uroczystość zakończyła się defiladą oddziałów garnizonu.

### Uzbrojenie
Pułk w swej strukturze posiadał trzy dywizjony, każdy po trzy baterie, a w każdej baterii dwa plutony po dwa działony. W sumie w pułku było 36 dział. Do 1930 baterie uzbrojone były we francuskie 75 mm armaty wz. 1897, 100 mm haubice wz. 1914/1919 oraz austriackie 80 mm armaty wz. 05 (III da). Kanonierzy posiadali karabinki Berthiera wz. 1892 M16. W 1930 dywizjony I i II otrzymały francuskie 75 mm armaty wz. 1897, natomiast III dywizjon  100 mm haubice wz. 1914/1919. Kanonierzy otrzymali karabinki Mauser wz. 98 i wz. 29, a jezdni posiadali szable pruskie artylerii polowej wz. 1896. Mimo wprowadzenia na uzbrojenie pistoletu Vis wz. 1935, oficerowie używali także innych systemów, a do wystąpień służbowych używali szabel polskich wz. 1921. Ponadto każda bateria posiadała dwa karabiny maszynowe systemu Maxim 08/15 do obrony przeciwlotniczej lub bezpośredniej obrony przed atakiem przeciwnika.

### Szkolenie w pułku

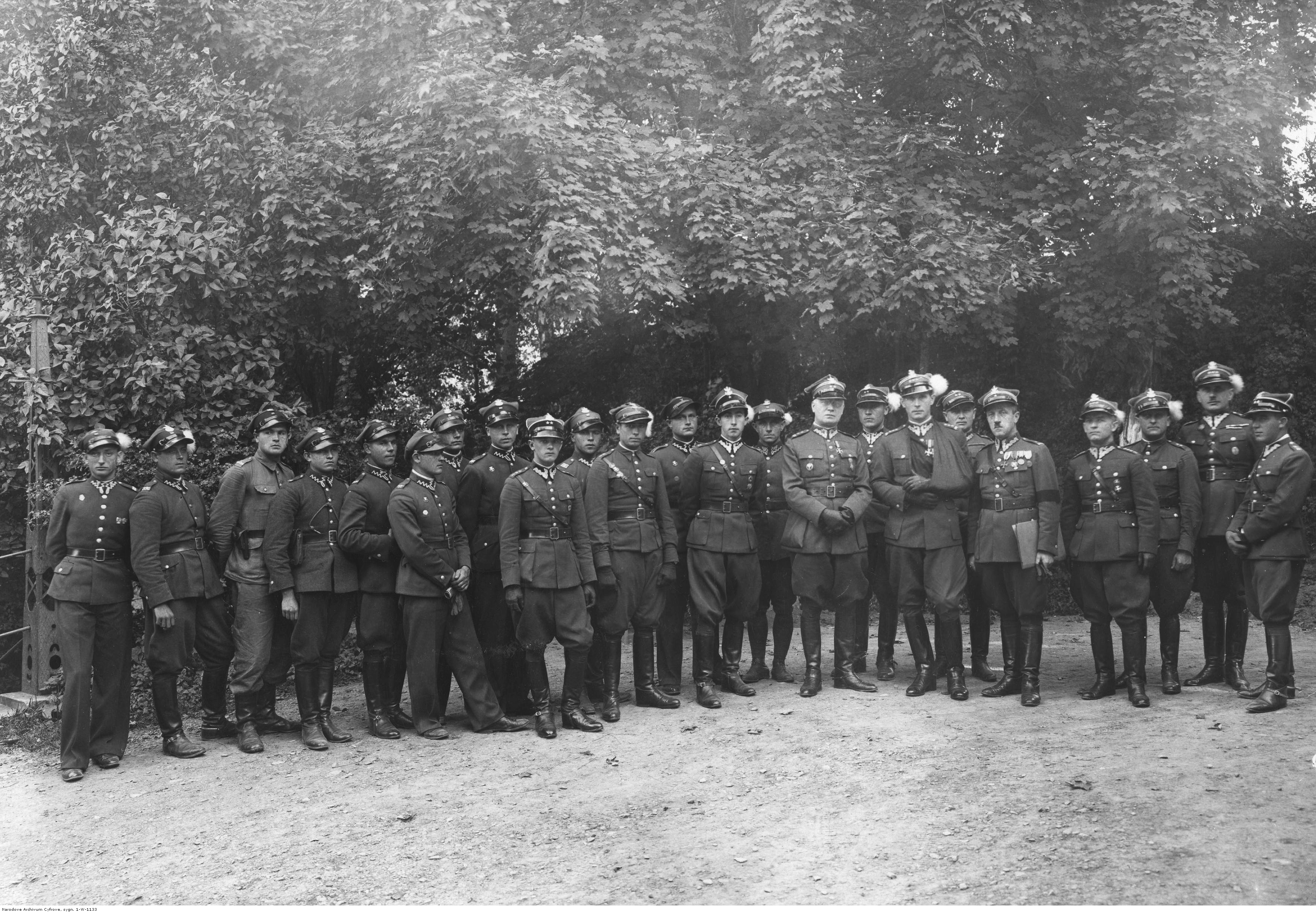
Uczestnicy zawodów w wieloboju podoficerskim i pięcioboju oficerskim o mistrzostwo DOK X w Przemyślu

Rekruci byli wcielani zazwyczaj w lutym lub na początku marca. Na ogół przestrzegano zasady, aby żołnierze wyznania rzymsko-katolickiego stanowili co najmniej 50% stanu osobowego. W 1938 skład narodowościowy pułku przedstawiał się następująco: Polacy 51%, Ukraińcy 45%, Żydzi 2%, Ślązacy 2%. Służba w artylerii trwała 19 miesięcy. Obsługi dział szkoliły się w działoczynach, na które składały się: nauka o sprzęcie i jego obsłudze oraz nauka czynności na stanowisku ogniowym. Szkolenie obejmowało: opis działa i amunicji, naukę praktyczną poszczególnych czynności i zgrywanie w szybkości obsługiwania sprzętu. Celem szkolenia było zautomatyzowanie wszystkich czynności przy przygotowywaniu działa do strzelania i prowadzeniu ognia.
Jezdni byli podporządkowani bezpośrednio podoficerowi zaprzęgowemu baterii, który instruował ich jak obchodzić się z końmi, uczył siodłania i ubierania koni do zaprzęgu. Wyszkolenie indywidualne realizowano na ujeżdżalni i w terenie.
Następnym etapem była nauka jazdy zaprzęgami w zajmowaniu stanowiska ogniowego, w odprzodkowywaniu dział i jaszczy, przygotowaniu do strzelania, a także w zaprzodkowywaniu i zmianie stanowiska ogniowego. Wyszkolenie sprawdzane było podczas strzelań amunicją bojową i manewrów. Pułk odbywał ostre strzelania najczęściej w okolicy Czeremoszna Wyżnego i w okolicach Majdanka. Celem szkolenia analfabetów, w pułku zorganizowano szkołę, po ukończeniu której wystawiano świadectwo ukończenia dwuklasowej szkoły powszechnej.
Na początku marca 1939 tok szkolenia został zakłócony. Pułk wystawił jeden dywizjon konny złożony wyłącznie z Polaków, który bez dział, a jedynie z bronią osobistą i maszynową udał się w kierunku granicy z Węgrami, aby zapobiec rozruchom wśród ludności ukraińskiej. W okolicach Annabergu i Korczyna-Szlachty przebywał w pogotowiu bojowym przez okres trzech tygodni. Po wykonaniu zadania dywizjon wrócił do macierzystego garnizonu.

### Święta w pułku
19 maja 1927 Minister Spraw Wojskowych marszałek Polski Józef Piłsudski ustalił i zatwierdził dzień 5 maja jako datę święta pułkowego. Pułk obchodził swoje święto w rocznicę przybycia do Polski i wyruszenia na front przeciwukraiński.
Uroczystości związane że świętem pułkowym rozpoczynały się zwykle w przeddzień apelem poległych. 5 lipca pułk uczestniczył w uroczystej mszy polowej, a następnie defilował przed dowódcą pułku i zaproszonymi gośćmi. W obchodach brały też udział reprezentacje sąsiednich jednostek wojskowych, harcerze i inni mieszkańcy Przemyśla.

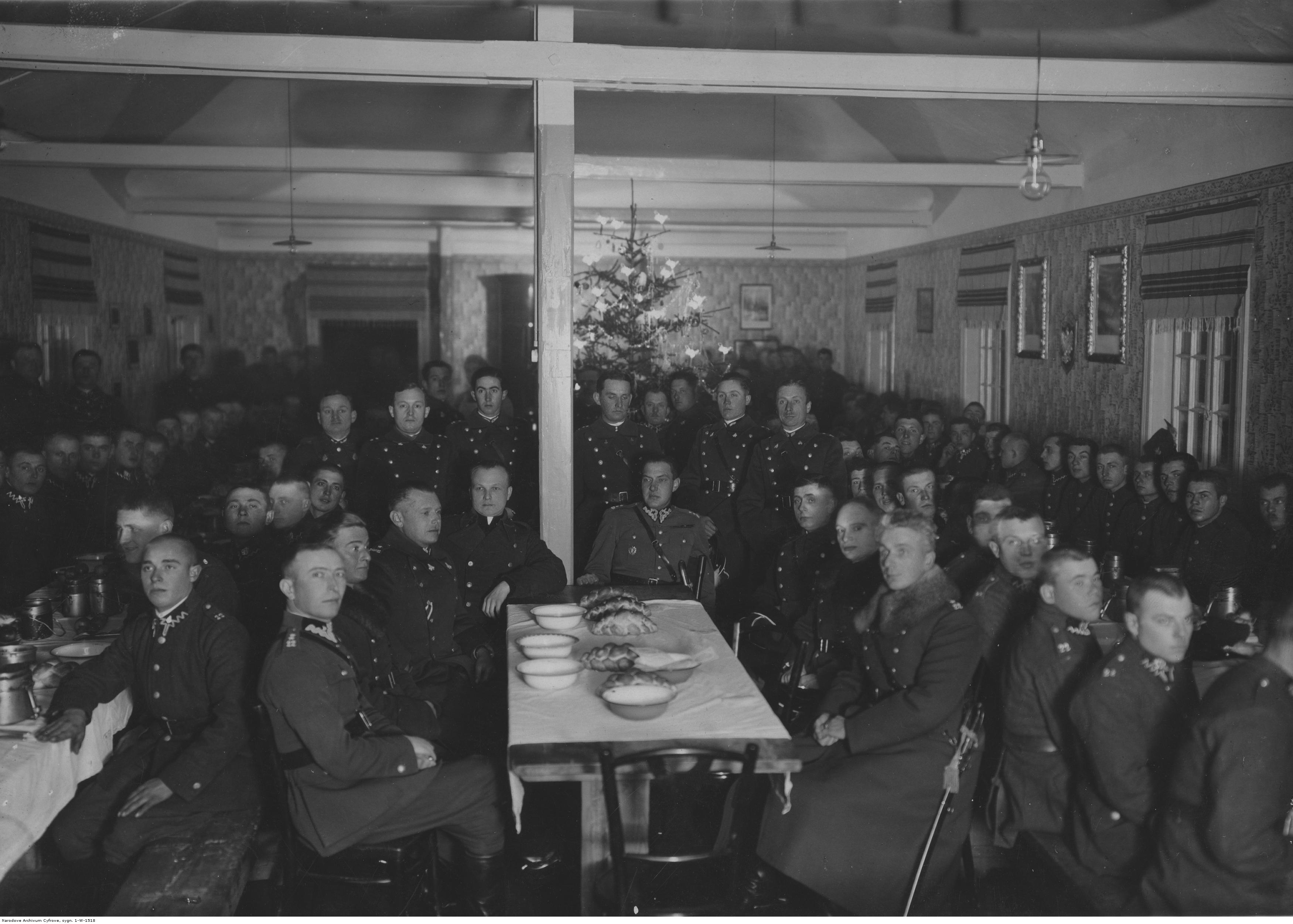
Wieczerza wigilijna dla szeregowych z 22 pal w Przemyślu. Widoczny m.in. d-ca pułku ppłk dypl. art. Włodzimierz Ludwig.

Uroczyście  obchodzono też święta państwowe: 3 maja i 11 listopada. W tych dniach odbywała się defilada wszystkich jednostek stacjonujących w Przemyślu, a miejsce na trybunie zajmowali oficerowie DOK X i władze miasta. Szczególnie atrakcyjnie prezentowali się kanonierzy 22 pal występujący w pelerynach podhalańskich i kapeluszach z piórami. W czasie świąt kościelnych, w okresie  Wielkiejnocy, pułk wystawiał wartę honorową przy Grobie Chrystusa w składzie sześciu kanonierów w umundurowaniu garnizonowym z ładownicami, uzbrojonych w karabinki i szable. W wigilię świąt Bożego Narodzenia w każdej baterii organizowano wieczerzę wigilijną. W każdą niedzielę kanonierzy na czele z oficerem młodszym udawali się na mszę do kościoła garnizonowego. W rzeszowskim kościele żołnierze ufundowali witraż, który zachował się do dzisiaj.
Uroczyście odbywało się też powitanie nowo przydzielonych do pułku podporuczników. W kasynie organizowano wtedy spotkanie towarzyskie w którym uczestniczyli wszyscy oficerowie z żonami. Nowoprzybyłych oficerów witał najstarszy stopniem oficer- kawaler. W kolejnych dniach młody oficer zobowiązany był do złożenia oficjalnych wizyt towarzyskich wszystkim oficerom w ich domach.
Ważną uroczystością w życiu pułku była przysięga wojskowa. Zaczynała się zwykle nabożeństwem w kościele garnizonowym i w świątyniach innych wyznań. Czasem organizowano msze polowe. Do 1938 artylerzyści składali przysięgę „na działo”. Kanonierzy młodego rocznika ustawiali się w czworoboku, pośrodku którego stało działo. Czterej wyznaczeni kanonierzy podchodzili do działa, kładli dwa palce prawej ręki na lufę i razem z pozostałymi kolegami powtarzali słowa przysięgi. Po przysiędze odbywała się defilada, a następnie uroczysty obiad żołnierski, w którym uczestniczyli też zaproszeni goście i przybyłe na przysięgę rodziny żołnierzy.
W pułku, przy okazji różnego rodzaju świąt, organizowano pokazy sprawności baterii. W pokazach brało zazwyczaj 8 zaprzęgów, 4 działa i 4 jaszcze. Na rozkaz dowódcy bateria prezentowała marsz w kolumnie, przechodzenie z kolumny pojedynczej w podwójną, szyk rozwinięty, zwroty, zajeżdżanie galopem na stanowisko ogniowe, zatrzymanie z pełnego galopu, odprzodkowanie, odprawa przodków i otwarcie ognia ślepą amunicją.
| Obsada personalna i struktura organizacyjna w marcu 1939 | Obsada personalna i struktura organizacyjna w marcu 1939 |
| -------------------------------------------------------- | -------------------------------------------------------- |
| dowódca pułku                                            | płk Jan Stefan Woźniakowski                              |
| I zastępca dowódcy                                       | ppłk mgr Marian Surman                                   |
| adiutant                                                 | kpt. Grzegorz Wiśniewski                                 |
| lekarz medycyny                                          | por. lek. Izydor Marzymski                               |
| starszy lekarz weterynarii                               | mjr dr Adolf Gąska                                       |
| oficer zwiadowczy                                        | kpt. Kazimierz Jaremski                                  |
| II zastępca dowódcy (kwatermistrz)                       | mjr Czesław Pieniążek-Odrowąż                            |
| oficer mobilizacyjny                                     | kpt. Tadeusz Julian Szeremeta                            |
| zastępca oficera mobilizacyjnego                         | kpt. adm. (art.) Franciszek Hejnar                       |
| oficer administracyjno-materiałowy                       | kpt. Aleksander Szczęsny Czwartacki                      |
| oficer gospodarczy                                       | kpt. int. Józef Syrek                                    |
| oficer żywnościowy                                       | por. Jan Wiktorów                                        |
| dowódca plutonu łączności                                | por. Zbigniew Ludwik Kołowski                            |
| oficer plutonu                                           | por. Bonifacy Adamski                                    |
| dowódca szkoły podoficerskiej                            | kpt. Bronisław Olbrycht                                  |
| dowódca I dywizjonu                                      | mjr Jerzy II Kamiński                                    |
| dowódca 1 baterii                                        | kpt. Marcin Hydzik                                       |
| dowódca plutonu                                          | ppor. Norbert Karol Rzazonka                             |
| dowódca 2 baterii                                        | kpt. Teodor Dobrowolski                                  |
| dowódca plutonu                                          | ppor. Jerzy Damian Braun                                 |
| dowódca II dywizjonu                                     | mjr Jan Michał Mareczek                                  |
| dowódca 4 baterii                                        | kpt. Marian Jan Słotołowicz                              |
| dowódca plutonu                                          | ppor. Stefan Kazimierz Machura                           |
| dowódca 5 baterii                                        | por. Stanisław Sierakowski                               |
| dowódca plutonu                                          | ppor. Henryk Murawski                                    |
| dowódca III dywizjonu                                    | mjr Walenty Lewicki                                      |
| dowódca 7 baterii                                        | kpt. Mieczysław Herde                                    |
| dowódca plutonu                                          | por. Władysław Szubiński                                 |
| dowódca plutonu                                          | por. Bronisław Mizerski                                  |
| dowódca 8 baterii                                        | kpt. Włodzimierz Konrad Dośla                            |
| dowódca plutonu                                          | ppor. Leon Mendyka                                       |
| dowódca 9 baterii                                        | por. Józef I Zborowski                                   |
| dowódca plutonu                                          | ppor. Tadeusz Michał German                              |

## 22 pal w kampanii wrześniowej

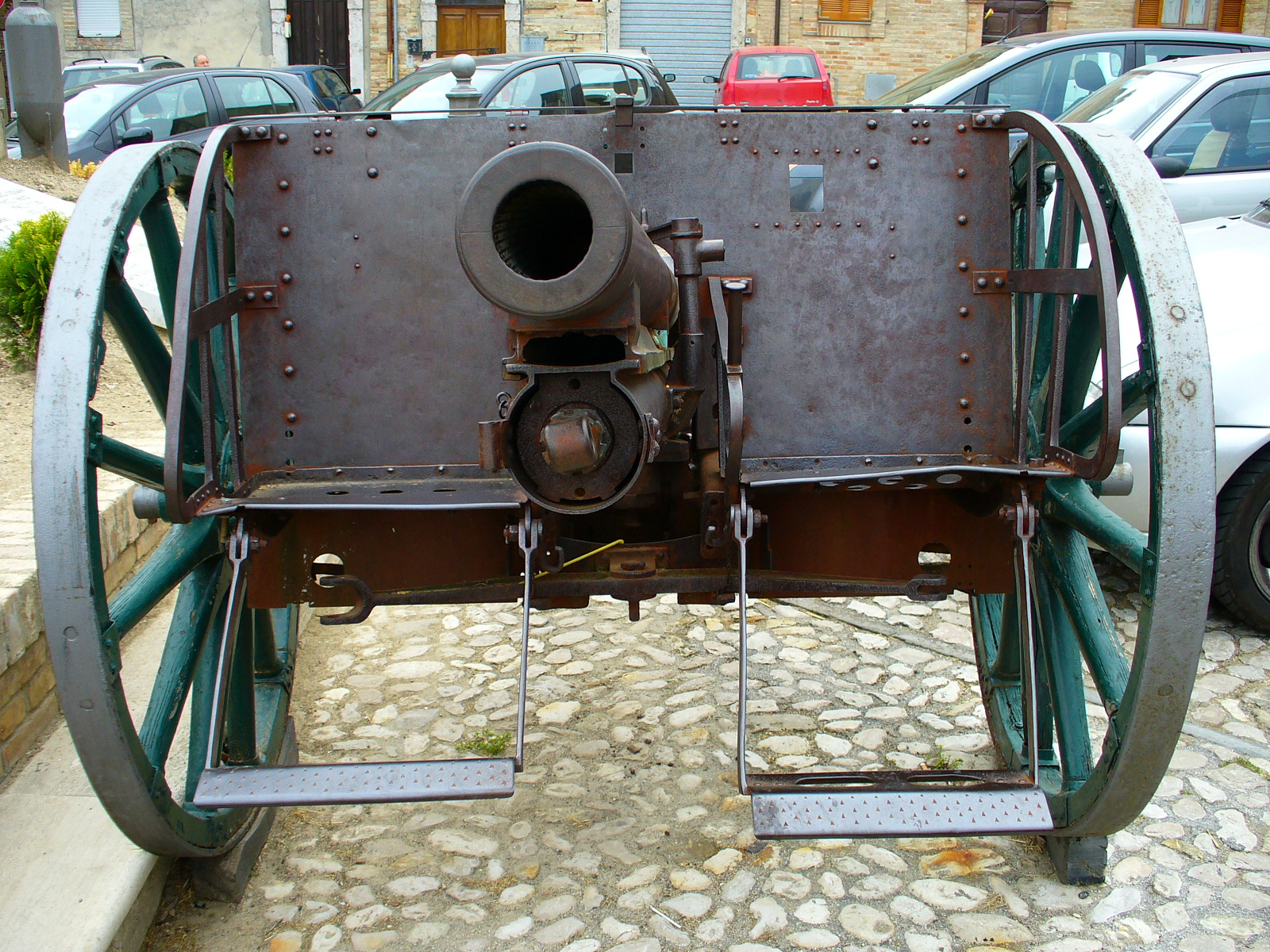
8 cm armata polowa wzór 1905

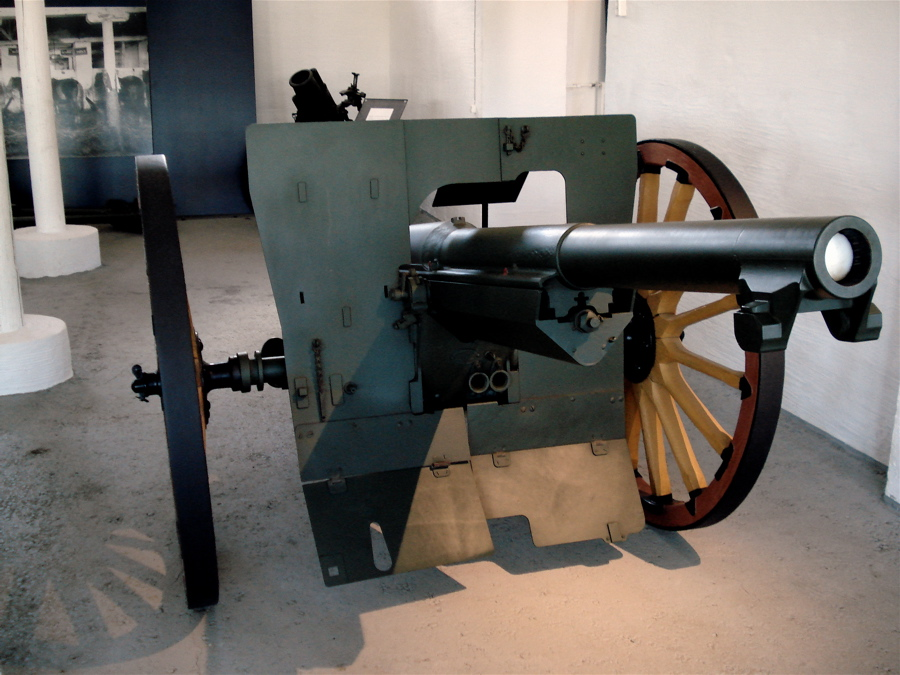
Armata 75 mm wz. 1897

### Mobilizacja
27 sierpnia 1939 22 pułk artylerii lekkiej rozpoczął mobilizację alarmową w grupie zielonej tzw. „kartkową”.  W Przemyślu został zmobilizowany 22 pal do etatów wojennych w czasie od Z+28 do Z+56. Dodatkowo w ramach mobilizacji alarmowej zmobilizowano w czasie od Z+56 do Z+60:
- pluton parkowy uzbrojenia nr 12,
- kolumnę taborową nr 12,
- warsztat taborowy nr 9

W trakcie mobilizacji powszechnej w I rzucie do 6 dnia mob. sformowano dywizjon II/40 pułku artylerii lekkiej. W II rzucie mobilizacji powszechnej utworzono 50 dywizjon artylerii lekkiej i baterię marszową 22 pal. Po zmobilizowaniu własnych pododdziałów pułk został załadowany w Żurawicy nocami 29/30 sierpnia i 30/ 31 sierpnia do transportów kolejowych.

### Działania bojowe
W kampanii wrześniowej pułk wziął udział w ramach 22 Dywizji Piechoty Górskiej, która była przeznaczona do Odwodu Naczelnego Wodza „Tarnów”, a od 1 września 1939  weszła w skład Armii „Kraków”. Początkowo 1 września dywizjony pułku podjęły wyładunek w rejonie Dębicy, lecz z uwagi na zmianę podporządkowania podjęto dalszy transport pułku w rejon Krzeszowice – Trzebnia.  

#### Od Olkusza do Nidy
Pułk był bombardowany w transportach kolejowych w Krakowie-Płaszowie i Bochni, gdzie poniósł pierwsze straty osobowe i w koniach. Po dotarciu 2 września w rejon koncentracji nastąpił wyładunek transportów. Nocą 2/3 września i w godzinach porannych 3 września 22 pułk artylerii lekkiej przemaszerował do rejonu Olkusza. Poszczególne jego dywizjony zostały przydzielone do pułków 22 Dywizji Piechoty: I – do 6 pułku strzelców podhalańskich, II – do 5 pułku strzelców podhalańskich, III – do 2 pułku strzelców podhalańskich. 3 września pułk, wraz z całą 22 Dywizją Piechoty Górskiej, zajął pozycje obronne, bez styczności z nieprzyjacielem, w rejonie Olkusza na linii Klucze – Bolesław. Następnie w nocy 4/5 września rozpoczął odwrót na Wolbrom, a 5/6 września na Działoszyce, Skalbmierz. Na postoju pułk bateriami prowadził ostrzał niemieckich patroli pancernych i zmotoryzowanych w rejonie Racławic. Nocą 6/7 września 22 pułk pomaszerował dywizjonami nad rzekę Nidę. 7 września 22 DPG zajęła obronę na zachodnim brzegu Nidy. I i III dywizjony prowadziły ześrodkowania ognia na rozwijające się do natarcia niemieckie oddziały pancerne i zmotoryzowane atakujące pozycje 6 pspodh., a następnie 2 pspodh. Prowadzony ostrzał oddziałów niemieckich powstrzymywał natarcie wojsk niemieckich na pozycjach obronnych nad rzeką Nidą, po czym przerodził się w pojedynek artylerii polskiej i niemieckiej. Do wieczora 7 września oba dywizjony wystrzelały połowę posiadanej amunicji. Zadano duże straty niemieckiej 5 Dywizji Pancernej. Z uwagi na częściowe oskrzydlenie pozycji dywizji przez Pińczów na Staszów i Opatów, 7/8 września pułki 5 i 6 strzelców podhalańskich, wraz z większością 22 pułku, przeprawiły się na wschodni brzeg Nidy. Przedmościa na jej zachodnim brzegu broniły pododdziały 2 pułku strzelców podhalańskich z 6 baterią armat, która wzmacniała obronę przeciwpancerną. Pozostałe baterie wspierały ogniem pośrednim obronę 2 pspodh.
W godzinach popołudniowych 8 września Podhalanie 2 pułku wycofali się wraz z 6 baterią na wschodni brzeg rzeki, niszcząc most. Bateria ta zniszczyła ogniem bezpośrednim 12 czołgów.

#### Bój o Owczary, Broninę i Prusy
Nocą 8/9 września dowódca 22 DPG zdecydował się na wykonanie zwrotu zaczepnego całą dywizją na Busko, wbrew rozkazowi dowódcy armii. Maszerujący na czele sił głównych dywizji 6 pspodh. z dywizjonem I armat częściowo rozbił w starciu nocnym niemiecki zmotoryzowany oddział wydzielony VII Korpusu Armijnego. Pozostała część niemieckiego oddziału zajęła pozycje na linii wzgórz obok wsi Żerniki Górne. 6 pspodh. i batalion 5 pspodh., przy wsparciu I dywizjonu i części III, w godzinach rannych przeprowadziły natarcie na linie wroga. Zdobyto I linię oporu i toczono walki o II linię. W tym czasie na tyły dywizji w rejonie Jurkowa, Broniny, Owczar i Rytwian wykonała atak niemiecka 27 Dywizja Piechoty, z silnym wsparciem artylerii. Strzelające ogniem na wprost baterie 22 pal zostały zdobyte przez piechotę nieprzyjacielską lub utraciły działa w wyniku silnego ostrzału artylerii niemieckiej. Straty pułku: w I dywizjonie 6 armat, w II dywizjonie 5 armat, a w III dywizjonie 2 haubice. Poległo, dostało się do niewoli i zostało rannych ponad 1/3 stanu wyjściowego pułku. Ponadto cała 3 bateria wraz z batalionem III/6 psp odłączyła się od dywizji i przeprawiła się przez Wisłę pod Baranowem; dołączyła następnie do 23 palu. Wzięła ona udział w dniach 20–22 września w walkach polskiej 23 Dywizji Piechoty w bitwie pod Tomaszowem Lubelskim, tam ulegając rozwiązaniu.
9 września popołudniem pozostałość 22 pal przemieściła się do rejonu Skrobaczów–Prusy, przystępując do wsparcia piechoty z 2 pspodh. i zbiorczego batalionu z rozbitków 5. i 6 pspodh., zajmujących obronę na wyznaczonych pozycjach w Skrobaczowie i Prusach. Wsparcie zapewnił III dywizjon haubic i 2 armaty 2 baterii 22 pułku. Przez resztę dnia baterie haubic i armaty prowadziły skuteczny ostrzał nacierających wojsk niemieckiej 27 DP. 9/10 września pułk wraz ze strzelcami podhalańskimi wykonał marsz przez Stopnicę na Staszów. Po odejściu sił głównych 22 DPG, w Skrobaczowie zebrało się ok. 2000 żołnierzy, wśród nich wielu artylerzystów bez dział, i tabory pułku. Grupa ta dostała się do niewoli 10 września w lasach w rejonie wsi Mokra, niedaleko miejscowości Kurozwęki.

#### Walki o przedarcie się do Wisły i Sanu
Od pułku pod Skrobaczowem odłączył się dowódca 2 baterii z ok. 60 kanonierami, przeprawił się przez Wisłę i 16 września dostał się do niewoli pod Kolbuszową. Na rozkaz dowódcy Artylerii Dywizyjnej płk. Jana Woźniakowskiego, dowodzącego pozostałością 22 DPG, kolumna główna wraz z pozostałością 22 pal w sile 19 dział podjęła marsz w kierunku lasów rytwiańskich. Maszerująca kolumna dywizji w rejonie Rytwian została zaatakowana od czoła przez oddziały rozpoznawcze 5 D Panc., a od tyłu i od strony Staszowa przez niemiecką 27 DP. Wyparcie 2 i 6 pułków podhalańskich z miejscowości Rytwiany i Grobla rozdzieliło kolumnę dywizji i tym samym 22 pal na dwie części. Część baterii z 6 działami znalazła się po wschodniej stronie rzeczki Czarnej i utworzyła zgrupowanie ppłk. S. Szlaszewskiego, dowódcy 2 psp. Pozostałe siły pułku z 13 działami pozostały po zachodniej stronie rzeczki Czarna w pobliżu Sichowa i weszły w skład zgrupowania płk. Woźniakowskiego. Zgrupowanie 2 psp było wspierane przez 6 (4 armaty) i 2 (2 armaty) baterię 22 pal. 11 września przeprawiło się przez Wisłę po moście w Baranowie, 12 września dotarło do Rozwadowa i wraz z Grupą Operacyjną „Jagmin” wieczorem tego dnia przeprawiło się przez San do Radomyśla. Nocą 10/11 września zgrupowanie płk. Woźniakowskiego podeszło do Wisły pod Połańcem, a następnie na promach zostało przeprawione. 11/12 września wykonało marsz osiągając rano wieś Maślany, a następnie ruszyło do Puszczy Sandomierskiej. Odwrót ubezpieczał batalion 5 pspodh. wspartego 5 baterią 22 pal. Wobec wprowadzenia do działań artylerii niemieckiej 8 DP, obronę wsparł cały III dywizjon haubic 22 pułku. 14 września zgrupowanie płk Woźniakowskiego dotarło do wsi Krawce w pobliżu Rozwadowa. Ze względu na okrążenie Puszczy Sandomierskiej przez wojska niemieckie, dalszy marsz do rzeki San stał się niemożliwy. Zgrupowanie trwało w puszczy do 18 września; z uwagi na całkowite okrążenie w rejonie Krzątka-Bojanów zostało rozwiązane, armaty zostały rozmontowane i ukryte w lesie, broń ręczna i amunicja została zakopana i zamaskowana.

#### Walki na Lubelszczyźnie
Bateria 6/22 pal dołączyła do 23 pułku artylerii lekkiej i walczyła w jego szeregach do 22 września. Od 13 września zgrupowanie 2 pspodh. podporządkowane zostało Grupie Fortecznej  płk. Klaczyńskiego; baterie zostały wzmocnione 4 działami. 16 września w Biłgoraju kolumnę artylerii zgrupowania zbombardowało lotnictwo niemieckie, które z dwóch baterii 22 pal zniszczyło 3 działa oraz w wyniku nalotu zginęło i zostało rannych wielu żołnierzy i koni. 17 września zgrupowanie 2 pspodh. wsparte bateriami 22 pal odrzuciło natarcie niemieckiej piechoty i czołgów na rejon stacji kolejowej obok Majdanu Kasztelańskiego. 18 września, po odparciu wypadu niemieckich czołgów, zgrupowanie 2 pspodh. przy wsparciu dział 22 pułku uderzyło na miejscowość Łosiniec, opanowując ją. Ogniem artyleryjskim działony 22 pal odpierały niemieckie wypady czołgów, aż do wyczerpania amunicji artyleryjskiej. 18/19 września obie baterie przemaszerowały do lasu Podlesina, a następnej nocy 19/20 września do lasu Sołokije, na wschód od Bełżca. Wieczorem 21 września zdemontowano działa, przodki i jaszcze. Z żołnierzy utworzono plutony konne usiłujące przebić się poza okrążenie niemieckie; po nieudanych próbach żołnierze tej części 22 pal dostali się do niewoli w Puszczy Różanieckiej.

### Oddział Zbierania Nadwyżek 22 pal
W Przemyślu, pod dowództwem kpt. Tadeusza Szeremety, pozostał OZN 22 pal; następnie 10 września opuścił Przemyśl kierując się na Chyrów, Sambor, Drohobycz i Stanisławów. 17 września oddział dotarł do majątku Skoromochy koło Trembowli, gdzie spalono akta, zniszczono pieczęć i spalono drzewce sztandaru. 18 września kolumna oddziału została ostrzelana i otoczona przez czołgi i kawalerię sowiecką we wsi Tiutków oraz zabrana do niewoli.
| Obsada personalna i struktura organizacyjna we wrześniu 1939 | Obsada personalna i struktura organizacyjna we wrześniu 1939 |
| Dowództwo pułku                                              | Dowództwo pułku                                              |
| ------------------------------------------------------------ | ------------------------------------------------------------ |
| dowódca                                                      | ppłk mgr Marian Surman                                       |
| adiutant                                                     | kpt. Teodor Dobrowolski                                      |
| oficer zwiadowczy                                            | kpt. Marian Słotołowicz                                      |
| oficer obserwacyjny                                          | por. Zdzisław Rybiański                                      |
| oficer łączności                                             | ppor. Zbigniew Kołowski                                      |
| szef kancelarii pułku                                        | st. ogn. Józef Kostoń                                        |
| dowódca plutonu topograficzno-ogniowego                      | ppor. Tadeusz German                                         |
| I dywizjon                                                   |                                                              |
| dowódca dywizjonu                                            | kpt. Grzegorz Wiśniewski                                     |
| oficer zwiadowczy                                            | ppor. rez. Jerzy Josse                                       |
| oficer obserwacyjny                                          | ppor. rez. Stefan Hoszowski                                  |
| oficer łączności                                             | ppor. rez. Adam Józef Studzieniecki                          |
| oficer płatnik                                               | por. rez. Jan Teibels                                        |
| lekarz                                                       | kpt. rez. lek. Stanisław Lewicki                             |
| lekarz weterynarii                                           | ppor. rez. lek. wet. Sywański                                |
| dowódca kolumny amunicyjnej                                  | por. rez. Jan Gaweł                                          |
| dowódca 1 baterii                                            | kpt. Marcin Hydzik                                           |
| oficer ogniowy                                               | ppor. rez. Edward Bigda                                      |
| dowódca II plutonu                                           | ppor. Euzebiusz Odon Stróżek                                 |
| szef baterii                                                 | st. ogn. Piotr Urbanowicz                                    |
| podoficer zaprzęgowy                                         | plut. Stefan Matuszewski                                     |
| dowódca 2 baterii                                            | kpt. Bronisław Olbrycht                                      |
| oficer ogniowy                                               | ppor. rez. Stanisław Andrzej Turek                           |
| dowódca I plutonu                                            | ppor. rez. Mieczysław Stanisław Chorążykiewicz               |
| dowódca 3 baterii                                            | por. Bonifacy Adamski                                        |
| oficer zwiadowczy                                            | ppor. rez. Adolf Bródka                                      |
| oficer ogniowy                                               | ppor. rez. Zbigniew Jan Haluza                               |
| II dywizjon                                                  |                                                              |
| dowódca dywizjonu                                            | mjr Jan Michał Mareczek                                      |
| lekarz weterynarii                                           | sierż. pchor. rez. lek. wet. Bohdan Ładyżyński               |
| dowódca 4 baterii                                            | ppor. Jerzy Damian Braun                                     |
| oficer ogniowy                                               | ppor. rez. Bolesław Jan Janusz                               |
| dowódca I plutonu                                            | ppor. rez. Wilcz                                             |
| dowódca II plutonu                                           | ogn. pchor. rez. Kazimierz Czech                             |
| dowódca 5 baterii                                            | por. Stanisław Sierakowski                                   |
| oficer zwiadowczy                                            | st. ogn. pchor. rez. Jan Krasicki                            |
| oficer ogniowy                                               | ppor. rez. Skowronek                                         |
| szef baterii                                                 | ogn. Anger                                                   |
| dowódca 6 baterii                                            | por. rez. Stanisław Jan Wilczyński                           |
| oficer ogniowy                                               | ppor. Norbert Karol Rzazonka                                 |
| III dywizjon                                                 |                                                              |
| dowódca dywizjonu                                            | mjr Walenty Lewicki                                          |
| dowódca 7 baterii                                            | kpt. Mieczysław Herde                                        |
| szef baterii                                                 | ogn. Walenty Gwiżdż                                          |
| podoficer zaprzęgowy                                         | plut. Władysław Cichy                                        |
| dowódca 8 baterii                                            | kpt. rez. Michał Mazurek                                     |
| oficer zwiadowczy                                            | ppor. rez. Stanisław Jerzy Godziński                         |
| oficer ogniowy                                               | ppor. ppor. Leon Mendyka                                     |
| dowódca I plutonu                                            | ppor. rez. Tadeusz Stanisław Rosół                           |
| dowódca II plutonu                                           | ppor. rez. Jan Słomiany                                      |
| szef baterii                                                 | ogn. Wojciech Ryczan                                         |
| podoficer zaprzęgowy                                         | plut. Michał Złamonicz                                       |
| dowódca 9 baterii                                            | por. Władysław Szubiński                                     |
| dowódca II plutonu                                           | ogn. pchor. rez. art. Jarosław Heigel                        |
| szef baterii                                                 | ogn. Marcin Białek                                           |
| podoficer zaprzęgowy                                         | plut. Józef Szczudło                                         |

## Symbole pułkowe

### Sztandar

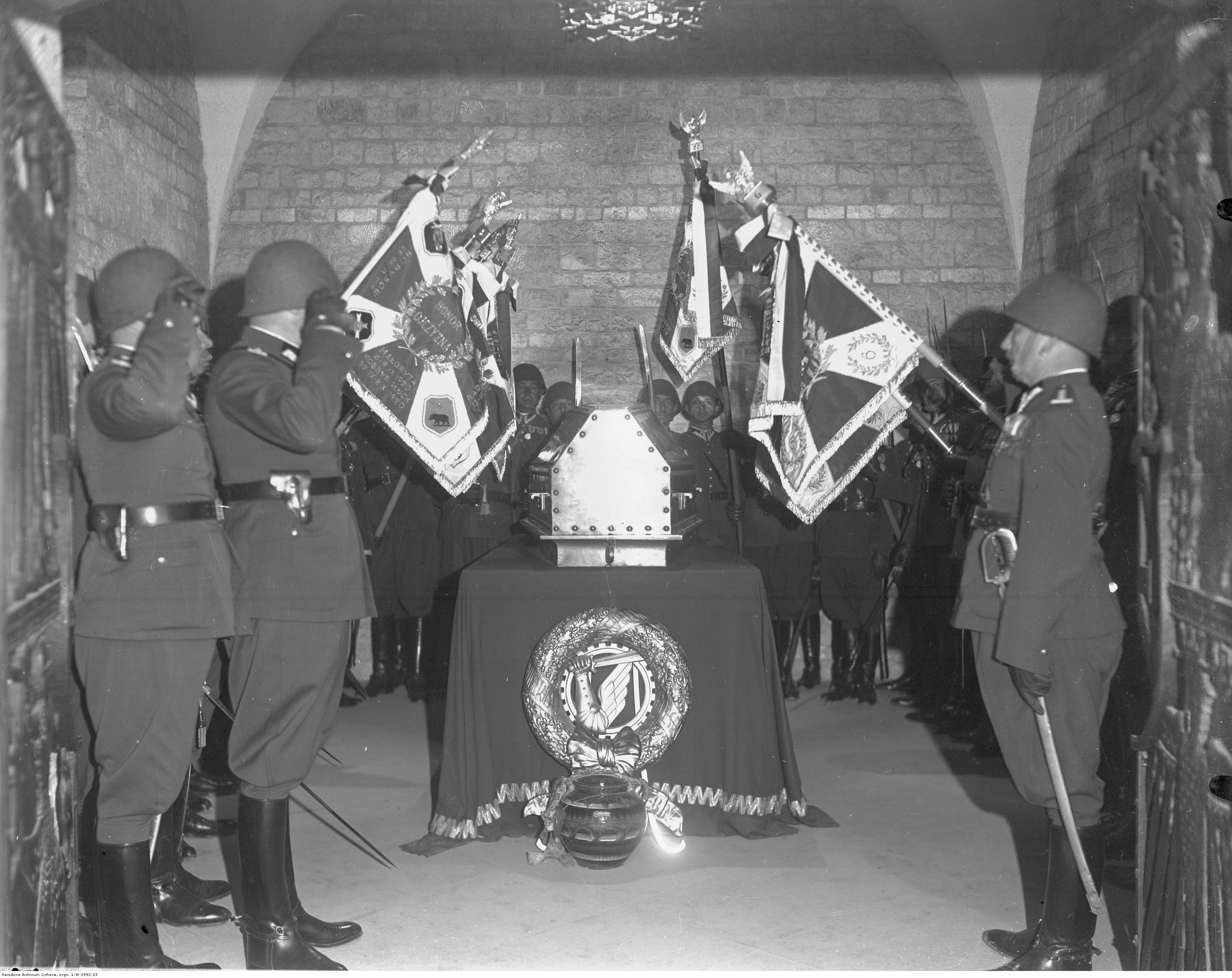
Poczty sztandarowe pułków artylerii OK V i X oddają hołd Józefowi Piłsudskiemu w jego krypcie na Wawelu 29 maja 1938.

Nadanie sztandaru i zatwierdzenie jego wzoru ujęte zostało w Dodatku Tajnym nr 6 do Dziennika Rozkazów MSWojsk. Nr 6 z 5 V 1938, poz. 63. 29 maja 1938 na Błoniach Krakowskich generał dywizji Juliusz Rómmel wręczył pułkowi sztandar ufundowany przez społeczeństwo Przemyśla. W czasie tej ceremonii sztandary otrzymały pozostałe oddziały artylerii z Okręgów Korpusów Nr V i X.

Sztandar został wykonany zgodnie z wzorem określonym w rozporządzeniu Prezydenta Rzeczypospolitej z dnia 13 grudnia 1927 o godłach i barwach państwowych oraz o oznakach, chorągwiach i pieczęciach.
Na prawej stronie płata także znajdował się amarantowy krzyż, w środku którego wyhaftowano orła w wieńcu laurowym. Na białych polach, pomiędzy ramionami krzyża, znajdowały się cyfry 22 w wieńcach laurowych.

Na lewej stronie płata sztandarowego, pośrodku krzyża kawaleryjskiego znajdował się wieniec taki sam jak po stronie prawej, a w wieńcu trzywierszowy napis „HONOR I OJCZYZNA”. W rogach sztandaru, w mniejszych wieńcach umieszczone były na tarczach:
- w prawym górnym rogu – wizerunek Matki Boskiej Częstochowskiej,
- w lewym górnym rogu – wizerunek św. Barbary,
- w prawym dolnym rogu – godło Przemyśla,
- w lewym dolnym rogu – odznaka pamiątkowa 22 pal.

Na ramionach krzyża kawalerskiego znajdowały się wyhaftowane nazwy i daty ważniejszych bitew pułku:
- na górnym – „Martigny Le Bains 12.III.1919 ”,
- na dolnym – „Hrubieszów 5.V.1919 ”,
- na lewym – „Puck 10.11.1920, Kijów 11.V.l920”,
- na prawym – „Radzymin 14.VIII.1920, Muchawiec 21.1X.1920”.

Tuleja nałożona była na drzewce zwieńczone srebrnym orłem w złotej koronie, stojącym na skrzynce z liczbą „22” i przytwierdzona do drzewca 16 ozdobnymi gwoździami. U góry drzewca przymocowana była szarfa biało-czerwona, obszyta na dole złotą frędzla.

### Odznaka pamiątkowa
20 stycznia 1930 Minister Spraw Wojskowych, Marszałek Polski Józef Piłsudski, zatwierdził wzór i regulamin odznaki pamiątkowej 22 pal. Odznaka o wymiarach 38x38 mm ma kształt krzyża o wciętych półokrągło końcach ramion pokrytych ciemnozieloną emalią z czarną obwódką. Na ramionach krzyża wpisano numer i inicjały „22 P.A.P.” oraz datę przybycia 2 Pułku Artylerii Polowej do Polski i wyruszenia na front przeciwukraiński „5.V.1919”. Środek krzyża wypełnia okrągła tarcza ze srebrnym orłem wz. 1927 w otoku z czarnej emalii. Między ramionami krzyża dwie skrzyżowane lufy armatnie barwy złotej. Godło mocowane na dwa sztyfty. Odznaka oficerska, jednoczęściowa, wykonana w srebrze i emaliowana. Na rewersie próba srebra i imiennik grawera. Autorem projektu odznaki był porucznik Adam Bednarczyk, a wykonawcą Wiktor Gontarczyk z Warszawy. W 1931 inicjały zmieniono na „22 PAL”.

### Mundur
Od 1925 pułk przyjął symbolikę podhalańską. Był to kapelusz zazwyczaj ozdabiany piórami ptaków drapieżnych, peleryna i emblemat – gałązka jodłowa ze swastyką. Od  1927 pióra i puch oraz spinkę w postaci gałązki jodłowej ze swastyką noszono przy rogatywkach. W marcu 1936 pułk otrzymał kapelusze i peleryny podhalańskie wz. 36 na cały stan osobowy. Kadra 22 pal używała ich (z oporami) do wystąpień prywatnych i służbowych, w szyku konnym i pieszym.

## Żołnierze pułku

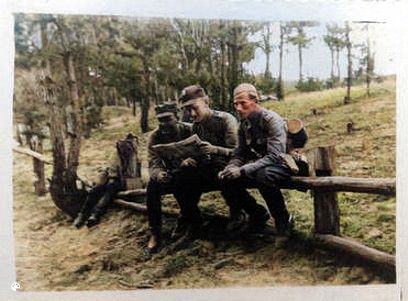
pchor. rez. art. Jarosław Heigel, we wrześniu 1919 r. dowódca II plutonu w 9 baterii III Dywizjonu (siedzi pośrodku)

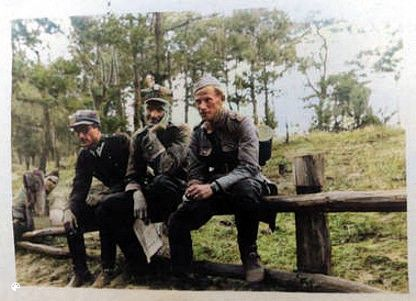
Letnie manewry 22 pułku artylerii lekkiej w 1937 r. W środku siedzi z mapą ogn. pchor. rez. art. Jarosław Heigel, we wrześniu 1919 r. dowódca II plutonu w 9 baterii III Dywizjonu (siedzi pośrodku).

### Dowódcy i zastępcy dowódcy pułku
| Stopień, imię i nazwisko                         | Okres pełnienia służby   | Kolejne stanowisko                 |
| Dowódcy pułku                                    | Dowódcy pułku            | Dowódcy pułku                      |
| ------------------------------------------------ | ------------------------ | ---------------------------------- |
| ppłk armii franc. Kołyszko                       | 1 IV – X 1919)           |                                    |
| płk Mikołaj Teodor Majewski                      | X 1919 – 10 VIII 1920    |                                    |
| płk Jan Suzin                                    | 10 VIII 1920 – 1923)     |                                    |
| ppłk / płk Antoni Klemens de Meraviglia Crivelli | 1923 – 20 III 1925       | szef Artylerii OK X                |
| płk art. Henryk Kreiss                           | IV 1925 – 17 II 1927     | komendant OSA w Toruniu            |
| płk art. Witold Majewski                         | IV 1927 – I 1928         | rejonowy inspektor koni w Brześciu |
| płk dr Roman Jan Woll                            | III 1928 – 31 III 1933   | stan spoczynku                     |
| ppłk / płk dypl. art. Włodzimierz Ludwig         | VI 1933 – 1937           | zca dcy OPLot. MSWojsk.            |
| płk art. Jan Stefan Woźniakowski                 | 12 I 1937 – 27 VIII 1939 | dowódca artylerii dywizyjnej 22 DP |
| ppłk art. mgr Marian Surman                      | 27 VIII – IX 1939        |                                    |
| Zastępcy dowódcy pułku                           |                          |                                    |
| ppłk art. Henryk Kreiss                          | do 1 XI 1922             | zastępca dowódcy 2 pag             |
| ppłk art. Wincenty Edward Cybulski               | od 1 XI 1922             |                                    |
| ppłk art. Ludwik Buczek                          | 1928 – III 1929          | dowódca 30 pap                     |
| ppłk art. Adam Faustyn Biskupski                 | IV 1929 – VI 1932        | dowódca 1 pac                      |
| mjr art. dr Karol Władysław Mikołajczyk          | XII 1932 – 15 III 1933   | Korpus Kontrolerów                 |
| ppłk art. Władysław Piotr Wiatr                  | od IV 1933               |                                    |
| ppłk art. mgr Marian Surman                      | do 27 VIII 1939          | dowódca pułku                      |

### Żołnierze 22 pułku artylerii lekkiej – ofiary zbrodni katyńskiej
Biogramy ofiar zbrodni katyńskiej znajdują się między innymi w bazach udostępnionych przez Ministerstwo Kultury i Dziedzictwa Narodowego oraz Muzeum Katyńskie.
| Stopień, nazwisko i imię      | zawód              | miejsce pracy przed mobilizacją      | zamordowany |
| ----------------------------- | ------------------ | ------------------------------------ | ----------- |
| ppor. rez. Adamski Władysław  | inżynier           | osadnik wojskowy                     | Charków     |
| por. rez. Androletti Roman    | inżynier           | kopalnia „Emma”-Radlin I             | Katyń       |
| ppor. rez. Bartosik Bronisław | technik kreślarz   | zakłady zbrojeniowe w Starachowicach | Charków     |
| por. rez. Gębarowski Antoni   | urzędnik           | Magistrat m. Jasła                   | Katyń       |
| ppor. Gwizdała Florian        | urzędnik           |                                      | ULK         |
| kpt. Hejnar Franciszek        | żołnierz zawodowy  |                                      | Katyń       |
| kpt. Herde Mieczysław         | żołnierz zawodowy  |                                      | ULK         |
| ppor. rez. Kamycki Józef      | prawnik            |                                      | Charków     |
| por. rez. Kania Antoni        | astronom           | (e)                                  | Charków     |
| mjr Lewicki Walenty           | żołnierz zawodowy  |                                      | ULK         |
| mjr Mareczek Jan              | żołnierz zawodowy  |                                      | ULK         |
| ppor. rez. Orłowski Kazimierz | lekarz weterynarii | rejonowy lekarz wet. w Turobinie     | Katyń       |
| ppor. rez. Słomiany Jan       |                    |                                      | Katyń       |
| por. rez. Pomorski Stanisław  | nauczyciel         | kier. szkoły powszechnej w?          | Charków     |
| ppor. rez. Stachowicz Andrzej | technik rolnictwa  | majątek Bończe                       | Katyń       |
| ppłk Surman Marian            | żołnierz zawodowy  |                                      | Charków     |
| ppor. rez. Szpak Stanisław    | lekarz weterynarii |                                      | Katyń       |
| ppor. rez. Wajsman Salomon    | dr praw            | adwokat                              | ULK         |
| por. Zborowski Józef I        | żołnierz zawodowy  |                                      | ULK         |